# Eualus gaimardii
Eualus gaimardii ist eine marine Garnelenart circumpolarer, kalter Gewässer mit Vorkommen im Atlantik und im Pazifik.

## Merkmale
Die Art erreicht eine Körperlänge von etwa 80, ausnahmsweise bis 100 Millimeter. Der Körper mit Ausnahme der Augen ist transparent und durchscheinend mit einer verstreuten Zeichnung aus kleinen roten Flecken, die Grundfarbe kann von weißlich bis grünlich variieren. Die Unterart belcheri ist zusätzlich ausgezeichnet durch ein rotes Querstreifen-Muster auf dem Pleon. Vereinzelt wird von ausgedehnt rot gezeichneten Tieren berichtet. Die Art zeigt den typischen "Garnelen"-Habitus der Natantia (Decapoda), mit einem vom Carapax verhüllten Rumpfabschnitt, der vorn in ein Rostrum ausgezogen ist, großen, gestielten Komplexaugen, einer langgestreckten, geißelförmigen ersten und viel kürzeren, lang beborsteten zweiten Antenne, langen und dünnen, stabförmigen Beinen, einem langgestreckten, muskulösen Hinterleib (Pleon), das in einem Schwimmfächer endigt und an jedem Segment ein Paar Schwimmbeine (Pleopoden) trägt.
Die Art kann von den in ihrem Verbreitungsgebiet vorkommenden Vertretern der Crangonidae und Pandalidae durch die kleine echte Schere (Chela) am ersten Laufbeinpaar (Peraeopoden) unterschieden werden (bei Crangonidae subchelat, bei Pandalidae keine Scherenbildung). Alle anderen Familien besitzen Exopoditen an den Peraeopoden, die den Hippolytidae fehlen.
Unter den Hippolytidae ist die Art durch folgende Merkmale ausgezeichnet: Der Carpus des zweiten Peraeopoden ist in sieben Segmente gegliedert. Das Rostrum vorn am Carapax ist lang (kann die Länge des Carapax erreichen) und spitz und auf beiden Seiten gezähnt (5–7 dorsale und 3–5 ventrale Zähne). Supraorbitaldorne oberhalb der Augenstiele sind nicht vorhanden. Das dritte Segment des Pleon ist oben meist in eine lappenartige Verlängerung ausgezogen (kann bei der Unterart gaimardii sehr klein sein oder ganz fehlen).   
Man kann Eualus gaimardii mit Lebbeus polaris und Spirontocaris lilljeborgi verwechseln.

## Vorkommen
Das Verbreitungsgebiet der Unterart Eualus gaimardii gaimardii ist zirkumpolar in subarktischen Kaltwassergebieten des Ostpazifiks und Atlantiks vor Nordeuropa Richtung Süden bis Dänemark und Schottland, im Westatlantik in die Hudson Bay und bis zum Sankt-Lorenz-Strom. Eualus gaimardii gibba ist eher in arktischen Gewässern zu finden, die südliche Verbreitungsgrenze reicht bis zum nördlichen Polarkreis, wo man sie aber nur noch in tieferen Gewässern vorfindet. In flacheren Küstengewässern kann man beide Unterarten auch beobachten, aber auch in seichteren Gewässern innerhalb Norwegens. Vorkommen um Spitzbergen sind nur bei Eualus gaimardii gibba sicher, die Nominatunterart konnte man dort noch nicht sicher bestätigen. Die Unterart Eualus gaimardii belcheri wird vor allem aus den russischen Küstengewässern angegeben. Der Unterartrang von gibba wird teilweise bestritten.
Eualus gaimardii ist auf verschiedenen Meeresböden, auch zwischen Algen, zu finden. Sie lebt in Küstengewässern und Schelfmeeren bis etwa 300 Meter Wassertiefe.

## Sonstiges
Diese Garnele wurde nach dem französischen Chirurgen, Naturforscher, Ichthyologen und Zoologen Joseph Paul Gaimard (1796–1858) benannt.